# Frédéric de Bohême
 Frédéric de Bohême (en tchèque : Svatobor, appelé Bedřich par son nom de religion), né avant 1055 et assassiné le 23 février 1086 à Aquilée, est un prince de la dynastie des Přemyslides, fils du duc Spytihněv II de Bohême. Il fut patriarche d'Aquilée de 1084 à sa mort.

## Biographie
Évoqué également sous le nom tchèque de Svatobor et parfois sous le nom allemand de Gunther, il est le fils de Spytihněv II (1031-1061), duc de Bohême à partir de 1055, et de son épouse Ide (Hidda), la seule fille du margrave Thierry Ier de Lusace, issue de la maison de Wettin. Après la mort de son père, son oncle Vratislav II prend la succession en Bohême.
Il s'engage ainsi dans une carrière ecclésiastique, sous le nom de Bedřich (en français : Frédéric). D'abord légat pontifical, il devient patriarche d'Aquilée en 1084, avec le rang de prince du Saint-Empire. Il est l'unique prélat d'origine slave qui reçoit le patriarcat d'Aquilée en Italie.
Il participe aussi aux tractations qui précèdent le couronnement de son oncle le duc Vratislav II qui reçoit en avril 1085 la couronne royale de Bohême des mains de l'empereur Henri IV pour l'appui qu'il lui a accordé lors de la révolte des Saxons. Néanmoins, Frédéric n'a pas réussi à s'imposer dans son patriarcat et il est tué après deux ans de règne lors d'une émeute dans une rue d'Aquilée. Il est suivi par Ulrich d'Eppenstein, abbé de Saint-Gall et frère du duc Liutold de Carinthie.